# Ruscarius
Ruscarius – rodzaj ryb skorpenokształtnych z rodziny głowaczowatych.

## Klasyfikacja
Gatunki zaliczane do tego rodzaju:
- Ruscarius creaseri
- Ruscarius meanyi